# Niżnia Granacka Szczerbina
Niżnia Granacka Szczerbina (słow. Dolná Granátová štrbina, niem. Untere Granatenwandscharte, węg. Alsó Gránátfalcsorba) – jedna z przełęczy w masywie Granatów Wielickich, w słowackich Tatrach Wysokich. Stanowi ona najniższe obniżenie grani pomiędzy Dwoistą Turnią a Wielką Granacką Turnią. Należy do grupy Granackich Turni – wyższej z dwóch części Granatów Wielickich.
Pomiędzy Niżnią Granacką Szczerbiną a wierzchołkiem Dwoistej Turni wznosi się kilka drobniejszych turni i przełączek:
- Dwoiste Czuby (Dvojité zuby),
- Niżnia Dwoista Szczerbina (Nižná Dvojitá štrbina),
- Dwoista Baszta (Dvojitá bašta),
- Pośrednia Dwoista Szczerbina (Prostredná Dvojitá štrbina),
- Dwoista Kopa (Dvojitá kopa),
- Wyżnia Dwoista Szczerbina (Vyšná Dvojitá štrbina).

Niżnia Granacka Szczerbina stanowi dogodny dostęp do grani Granatów Wielickich. Zdobywana była już od dawna przez myśliwych, zarówno z Doliny Wielickiej jak i Sławkowskiej. Przełęcz nie jest dostępna dla turystów, nie prowadzą na nią żadne znakowane szlaki turystyczne.

## Historia
Pierwsze wejścia turystyczne:
- Alfred Martin i Johann Franz (senior), 18 lipca 1907 r. – letnie,
- K. Király, V. Kršiak i V. Procházka, 28 marca 1954 r. – zimowe.